# Agenda (Kansas)
Agenda es una ciudad ubicada en el condado de Republic en el estado estadounidense de Kansas. En el año 2010 tenía una población de 68 habitantes y una densidad poblacional de 340 personas por km².

## Geografía
Agenda se encuentra ubicada en las coordenadas 39°42′32″N 97°25′56″O / 39.70889, -97.43222 (39.708897, -97.432156).

## Demografía
Según la Oficina del Censo en 2000 los ingresos medios por hogar en la localidad eran de $26,500 y los ingresos medios por familia eran $39,063. Los hombres tenían unos ingresos medios de $31,250 frente a los $11,250 para las mujeres. La renta per cápita para la localidad era de $13,307. Alrededor del 5.9% de la población estaban por debajo del umbral de pobreza.